# James Sidney Robinson

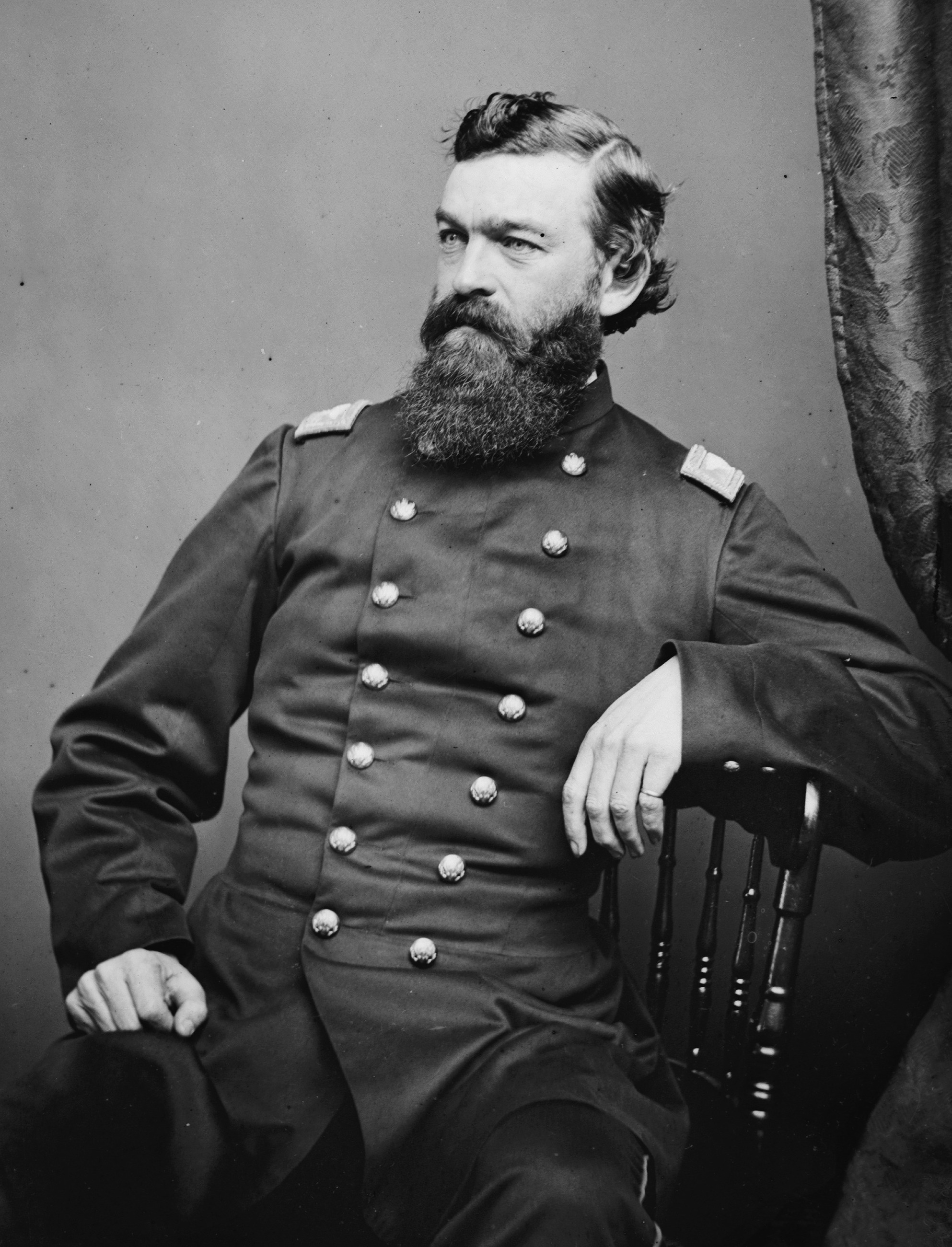
James Sidney Robinson

James Sidney Robinson (* 14. Oktober 1827 bei Mansfield, Ohio; † 14. Januar 1892 in Kenton, Ohio) war ein US-amerikanischer Politiker. Zwischen 1881 und 1885 vertrat er den Bundesstaat Ohio im US-Repräsentantenhaus.

## Werdegang
James Robinson besuchte die öffentlichen Schulen seiner Heimat und arbeitete danach im Druckerhandwerk. Seit dem 31. Dezember 1845 lebte er in Kenton, wo er die Zeitung Kenton Republican verlegte und herausgab. Im Jahr 1856 war er als Chief Clerk bei der Verwaltung im Repräsentantenhaus von Ohio angestellt. Während des Bürgerkrieges diente Robinson als Offizier im Heer der Union. Dabei stieg er bis zum Brigadegeneral der Freiwilligen und zum Brevet-Generalmajor auf. Er nahm an mehreren Schlachten und Feldzügen teil. Dazu gehörten unter anderem die Schlacht von Gettysburg, bei der er verwundet wurde, und der Feldzug von General William T. Sherman durch Georgia und South Carolina. Zwischen 1877 und 1879 war Robinson Staatsvorsitzender der Republikanischen Partei in Ohio. Im Jahr 1880 wurde er Eisenbahn- und Telegraphenbeauftragter der Staatsregierung von Ohio.
Bei den Kongresswahlen des Jahres 1880 wurde Robinson im neunten Wahlbezirk von Ohio in das US-Repräsentantenhaus in Washington, D.C. gewählt, wo er am 4. März 1881 die Nachfolge des Demokraten George L. Converse antrat. Nach einer Wiederwahl konnte er bis zu seinem Rücktritt am 12. Januar 1885 im Kongress verbleiben. Zwischen 1885 und 1889 war er als Nachfolger von James W. Newman Secretary of State von Ohio. Er starb am 14. Januar 1892 in Kenton, wo er auch beigesetzt wurde.